# Candoscrupocellaria
Candoscrupocellaria is een geslacht van mosdiertjes uit de  familie van de Candidae. De wetenschappelijke naam ervan is in 1996 voor het eerst geldig gepubliceerd door d'Hondt & Gordon.

## Soorten
- Candoscrupocellaria disconveniens d'Hondt & Gordon, 1996
- Candoscrupocellaria enigmatica (d'Hondt & Gordon, 1996)